# Kvasovo, Bereg
Kvasovo (în ucraineană Квасово) este o comună în raionul Bereg, regiunea Transcarpatia, Ucraina, formată numai din satul de reședință.

## Demografie
Componența lingvistică a comunei Kvasovo
     Ucraineană (93,1%)
     Maghiară (5,67%)
     Rusă (1,22%)
Conform recensământului din 2001, majoritatea populației comunei Kvasovo era vorbitoare de ucraineană (93,1%), existând în minoritate și vorbitori de maghiară (5,67%) și rusă (1,22%).